# Fuego de pasión
«Fuego de pasión» es una canción de la cantante Mónica Naranjo producida por Cristóbal Sansano e incluida en el año 1994 en el primer álbum de estudio de la cantante, Mónica Naranjo.
En 1994 fue lanzada en España como sencillo promocional.
En 1994 fue lanzada en México, como sencillo promocional.
La canción es una versión adaptado por la misma Mónica Naranjo, del gran éxito de 1989 "Love's About to Change My Heart" de la cantante Donna Summer escrita y producida por los británicos Stock Aitken Waterman. 

## Créditos
- Voz principal: Mónica Naranjo.
- Adaptada al español por: Mónica Naranjo.
- Compuesta por: Stock Aitken Waterman
- Producida por: Cristóbal Sansano.

## Versiones y remixes

### Estudio
- Álbum Versión — 3:49

### Remixes
- Versión Disco - 5:35
- Hot Mix - 5:14
- Versión disco - 5:35
- Versión club - 5:14
- Bass&Boom Club Mix - 6:15
- Dub Instrumental Remix - 5:15
- Dub Latest Club Mix - 5:50
- Fuogo di Paisao Bass&Boom Club Mix - 6:15
- Paisao (Pasion Dub Edit) - 2:21

### Directo
- Version Mónica Naranjo Tour

## Formatos
| Promo CD (SAMP 2188) 1. "Fuego de pasión" — 3:49 Promo CD (SAMP 2878 2) 1. "Solo se vive una vez" — 4:11 2. "Sola" — 4:08 3. "Fuego de pasión" — 3:49 Promo CD (899-237) 1. "Fuego de Pasión [Bass&Boom Club Mix]" — 6:15 2. "Pasión [Dub Instrumental Remix]" — 5:15 3. "Pasión [Dub Latest Club Mix]" — 5:50 4. "Fuogo di Paisao [Bass&Boom Club Mix]" — 6:15 5. "Paisao [Pasion Dub Edit)]" — 2:21 Promo CD (PRCD) 1. "Fuego de Pasión" — 3:49 Maxi-CD (PRCD 96323) 1. "Fuego de Pasión [Versión Álbum]" — 3:49 2. "Fuego de Pasión [Versión Disco]" — 5:35 3. "Fuego de Pasión [Versión Club]" — 5:14 | Hot Mix Vinilo (ARLE 2098) - Cara A: 1. "Fuego de Pasión [Versión Disco]" — 5:35 - Cara B: 1. "Fuego de Pasión [Versión Club]" — 5:14 2. "Fuego de Pasión [Hot Mix]" — 3:50 Solo DJ Vinilo (LPMIX 659569) - Cara A: 1. "Fuego de Pasión [Versión Álbum]" — 3:49 2. "Fuego de Pasión [Versión Disco]" — 5:35 3. "Fuego de Pasión [Versión Club]" — 5:14 - Cara B: 1. "Fuego de Pasión [Versión Álbum]" — 3:49 2. "Fuego de Pasión [Versión Disco]" — 5:35 3. "Fuego de Pasión [Versión Club]" — 5:14 Vinilo (PRCD 96167) - Cara A: 1. "El amor coloca" — 4:01 2. "Fuego de Pasión" — 3:49 |

- Datos: Q5870041